# براون شامبرلن
براون شامبرلن هو سياسي كندي، ولد في 26 مارس 1827، وتوفي في 13 يوليو 1897 في أونتاريو في كندا. نشط حزبياً في حزب كندا المحافظ. وقد انتخب عضو مجلس العموم الكندي.